# Psiloglonium uspallatense
Psiloglonium uspallatense är en svampart som först beskrevs av Speg., och fick sitt nu gällande namn av E. Boehm & C.L. Schoch 2009. Psiloglonium uspallatense ingår i släktet Psiloglonium och familjen Hysteriaceae.   Inga underarter finns listade i Catalogue of Life.